# Історія кіно

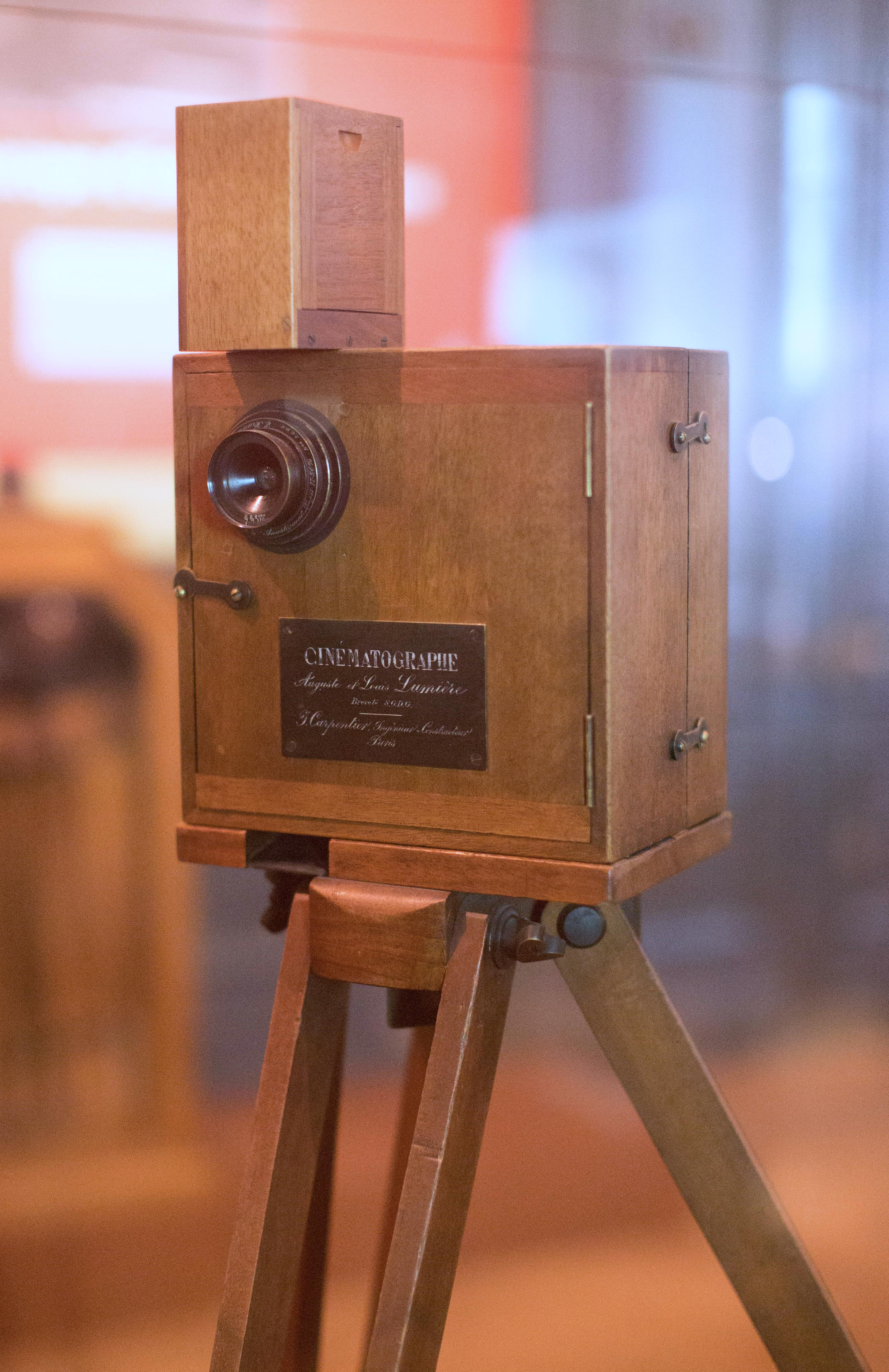
Кіноапарат братів Люм'єр

Кінемато́граф (від грец. κινεμα, род. в. грец. κινεματος — рух та грец. γραφο — писати, зображати) — це галузь культури та економіки, що об'єднує всі види професійної діяльності, пов'язаної з виробництвом, розповсюдженням, зберіганням та демонструванням фільмів, а також навчально-наукову роботу (див. кінознавство).

## Історія
- Кінець XIX століття — Створення кінетоскопів, біоскопів, вітаскопів і ін. примітивних видів кінопроєкторів.
- В 1893 р. одеський механік Тимченко Йосип Андрійович на замовлення фізика М. Любимова розробив «снаряд для аналізу стробоскопічних явищ», у якому було використано скачковий механізм «слимак». Цей апарат був продемонстрований у січні 1894 року на IX з'їзді дослідників природи та лікарів Російської імперії. За допомогою цього апарату Любимов довів свою теорію ілюзії безперервного руху «світлового тіла», пов'язану зі стробоскопічним ефектом [Архівовано 11 січня 2018 у Wayback Machine.].
- 1894 — Винахід німого кіно. Демонстрація винаходу в США Т. Едісоном, в Англії Р. У. Поллом.
- 1895 — Винахід синематографа (з'єднання плівки з проєкційним ліхтарем) братами Оґюстом і Луї Люм'єрами. Поява перших документальних фільмів братів Люм'єр («Прибуття потягу», «Поливальник» і т. д.).
- 1896 — був знятий перший в Російський імперії документальний фільм (рос.)«Вид харьковского вокзала в момент отхода поезда с находящимся на платформе начальством».
- 1907—1908 — Застосування режисером Ж. Мельєсом технічних трюків в кіно (макети, подвійна експозиція, комбіновані, сповільнені і прискорені зйомки і т. д.). Зйомки фантастичних серій («Подорож на Місяць», «Подорож через неможливе (фр. Le Voyage a Travers L impossible)» 1904), зйомки кінофеєрій («Червоний Капелюшок», «Попелюшка»).
- 1907 — Винахід професором Петербурзького технологічного інституту Б. Л. Розінгом електронно-променевої трубки (кінескопа).
- 1908 — Створення першого мальованого (мультиплікаційного) фільму у Франції.
- 1911 — Розінг вперше у світі здійснив в лабораторних умовах передачу зображення на відстань декількох метрів (прообраз телебачення).
- 1914 — Створення нових жанрів кінематографа (детектив, комічний фільм, вестерн, багатосерійний пригодницький фільм). Розквіт німого кіно в Росії (режисери Я. Протазанов, Е. Бауер, В. Гардін, актори В. Холодна, І. Мозжухин, В. Полонській).
- 1920 — Масовий розвиток світового кіно завдяки творчості американських режисерів Д. Гріффіта і Т. Інса. Створення Ч. Чапліним фільмів, що увійшли до золотого фонду світового мистецтва («Малюк», «Золота лихоманка», «Цирк», «На плече!»). Поява в СРСР робіт режисерів С. Ейзенштейна, В. Пудовкина,  О. Довженка, що відносяться до найвищих досягнень кіномистецтва XX ст. («Броненосець „Потемкин“», «Нащадок Чингізхана», «Земля» та ін.).
- 1927 — Створення першого звукового фільму на кіностудії «Ворнер Бразерс» (режисер А. Кросленд, фільм «Співак джазу»). В СРСР перші звукові фільми з'явилися в 1931—1932 рр. («Ентузіазм: Симфонія Донбасу» Дзиґа Вертов «Путівка в життя» Н. Екка і «Стрічний» С. Юткевіча і Ф. Ермлера Ентузіазм:).
- 1936 — Перші передачі телебачення в СРСР.
- 1940 — Поява в СРСР у продажу перших телевізорів.
- 1949 — Модернізація телецентру на Шаболовці. Здійснення регулярного телемовлення в СРСР.
- 1970 — Винахід касетного відеомагнітофона-приставки до телевізора.
- 1973 — Початок масового випуску японською фірмою «Sony» відеомагнітофонів і касет
- 1980-ті і по теперішній час — Впровадження в сучасне кіно електронної техніки, використання багатоканальних систем запису і відтворення звуку, використання комп'ютерної графіки і синтезаторів, забезпечення ефекту безпосередньої присутності глядача у відтворюваній події (стереоефекти, ефект dolby).